# Mariposa-das-maçãs
A mariposa-das-maçãs (Carpocapsa pomonella ou Cydia pomonella) é uma mariposa da família dos oletreutídeos, de origem européia, cujas larvas fazem túneis em frutos. Em tal espécie, o adulto possui asas anteriores cinzentas, com linhas transversais pardas e uma grande mancha marrom acobreada na porção apical das asas. No Brasil, onde a espécie foi introduzida no ano de 1926, tem sido encontrada nos frutos de macieira, pereira, marmeleiro, pessegueiro e ameixeira. Também é conhecida pelos nomes de lagarta-da-macieira e traça-da-fruta.